# Todd Ricketts
Todd M. Ricketts, född 1969 i Wilmette, Illinois, är en amerikansk affärsman.
Den 30 november 2016 meddelade USA:s tillträdande president Donald Trump att han valt Ricketts som biträdande handelsminister (vid sidan om Wilbur Ross) i sitt kabinett som tillträder den 20 januari 2017. Den 19 april drogs nomineringen tillbaka.